# اینار هالینی-یوهانسون
اینار هالینی-یوهانسون (انگلیسی: Einar Halling-Johansson; ۱۴ اکتبر ۱۸۹۳ – ۴ فوریه ۱۹۵۸) بازیکن فوتبال اهل سوئد بود.